# Cedar Creek Township (comté de Taney, Missouri)
Pour les articles homonymes, voir Cedar Creek (homonymie).
Cedar Creek Township est un township, situé dans le comté de Taney, dans le Missouri, aux États-Unis,.